# ARBÖ Rallye Steiermark

Logo

Die ARBÖ Rallye Steiermark wird seit 1979 ausgetragen und ist ein Wertungslauf zur Österreichischen Rallye-Staatsmeisterschaft. Außerdem ist es seit dem Jahr 2012 ein Wertungslauf der Opel Corsa OPC-Cup. Die Rallye findet rund um Admont statt.
Die erfolgreichsten Piloten der Rallye sind Eric Wallner (Sieger 1979, 1980 und 1981), Franz Wittmann (Sieger 1983, 1984, 1987, 1988, 1989, 1993 und 2001), Raimund Baumschlager (Sieger 1992, 1997 und 2003–2007, 2009–2011) und Raphael Sperrer (Sieger 1996, 1998 und 2002).

## Ergebnisse

### Österreichische Rallye-Staatsmeisterschaft
| Jahr | Gesamtsieger         | Gesamtsieger            |
| Jahr | Fahrer               | Beifahrer               |
| ---- | -------------------- | ----------------------- |
| 1979 | Eric Wallner         | Kurt Gutternigg         |
| 1980 | Eric Wallner         | Peter Grösslhuber       |
| 1981 | Eric Wallner         | Peter Grösslhuber       |
| 1982 | Gerhard Kalnay       | Ferdinand Hinterleitner |
| 1983 | Franz Wittmann       | Dr. Kurt Nestinger      |
| 1984 | Franz Wittmann       | Jörg Pattermann         |
| 1985 | Andreas Karasek      | Fritz Schweighofer      |
| 1986 | Georg Fischer        | Thomas Zeltner          |
| 1987 | Franz Wittmann       | Jörg Pattermann         |
| 1988 | Franz Wittmann       | Jörg Pattermann         |
| 1989 | Franz Wittmann       | Jörg Pattermann         |
| 1990 | Ernst Harrach        | Jörg Pattermann         |
| 1991 | Christoph Dirtl      | Jörg Pattermann         |
| 1992 | Raimund Baumschlager | Ruben Zeltner           |
| 1993 | Franz Wittmann       | Jörg Pattermann         |
| 1994 | Willi Stengg         | Harald Wolf             |
| 1995 | Willi Stengg         | Michael Moser           |
| 1996 | Raphael Sperrer      | Peter Diekmann          |

| Jahr | Gesamtsieger         | Gesamtsieger         |
| Jahr | Fahrer               | Beifahrer            |
| ---- | -------------------- | -------------------- |
| 1997 | Raimund Baumschlager | Klaus Wicha          |
| 1998 | Raphael Sperrer      | Judith Schachinger   |
| 1999 | Markus Mitterbauer   | Ilka Petrasko        |
| 2000 | Achim Mörtl          | Stefan Eichhorner    |
| 2001 | Franz Wittmann       | Heike Feichtinger    |
| 2002 | Raphael Sperrer      | Per Carlsson         |
| 2003 | Raimund Baumschlager | Stefan Eichhorner    |
| 2004 | Raimund Baumschlager | Klaus Wicha          |
| 2005 | Raimund Baumschlager | Thomas Zeltner       |
| 2006 | Raimund Baumschlager | Bernhard Ettel       |
| 2007 | Raimund Baumschlager | Thomas Zeltner       |
| 2008 | Andreas Waldherr     | Richard Jeitler      |
| 2009 | Raimund Baumschlager | Thomas Zeltner       |
| 2010 | Raimund Baumschlager | Thomas Zeltner       |
| 2011 | Raimund Baumschlager | Thomas Zeltner       |
| 2012 | Beppo Harrach        | Leopold Welsersheimb |
| 2013 | Raimund Baumschlager | Thomas Zeltner       |

### Opel Corsa OPC-Cup
| Jahr | Gesamtsieger     | Gesamtsieger    | Gesamtsieger |
| Jahr | Fahrer           | Beifahrer       |              |
| ---- | ---------------- | --------------- | ------------ |
| 2012 | Daniel Wollinger | Bernhard Holzer |              |